# Эспланадная улица (Астрахань)
Эсплана́дная у́лица — одна из улиц исторического района Белый город в центральной части Астрахани, проходит с запада на восток, начинаясь около стен Астраханского кремля от улицы Тредиаковского. Далее Эспланадная пересекает улицы Кирова, Володарского, Коммунистическую и Шелгунова и заканчивается у улицы Михаила Аладьина.

## История
До 1837 года улица называлась Городовой, затем впервые получила современное название — Эспланадная. В 1920 году переименована в честь одного из руководителей борьбы за Советскую власть в городе Астрахань Трусова (1888—1919), в 2007 было возвращено дореволюционное название.

## Застройка
- дом 6 —  памятник архитектуры Дом Власова
- дом 8 —  памятник архитектуры Здание общественного банка (архитекторы П. А. Знаменский[3] и П. Коржинский, 1882—1885).
- дом 7-9 —  памятник архитектуры Усадьба Е. А. Краснова
- дом 11 —  памятник архитектуры Здание общества взаимного кредита
- дом 12/11 —  памятник архитектуры Дом А. А. Репина
- дом 14 —  памятник архитектуры Здание Восточного банка
- дом 16 —  памятник архитектуры Городская усадьба П. И. Тимофеевой
- дом 18/8 —  памятник архитектуры Дом Сергеевых
- дом 20/9 —  памятник архитектуры Два двухэтажных здания (бывш. Духовной семинарии)
- дом 21 —  памятник архитектуры Здание английского магазина Н. Керн
- дом 24/11/3 —  памятник архитектуры Спасо-Преображенский монастырь
- дом 25 —  исторический памятник Дом, в котором родился основатель Астраханской картинной галереи П. М. Догадин
- дом 30 —  памятник архитектуры Здание 5-го городского приходского училища церкви во имя Смоленской иконы Божьей Матери
- дом 32 —  памятник архитектуры Здание сторожки церкви во имя Смоленской иконы Божьей Матери
- дом 35 —  памятник архитектуры Дом
- дом 36/9/15 —  памятник архитектуры Жилой дом Городского коммунального отдела
- дом 37 —  памятник архитектуры Дом жилой
- дом 45 —  памятник архитектуры Усадьба И. В. Промонторского (дом, в котором жил С. М. Киров)

## Фотогалерея

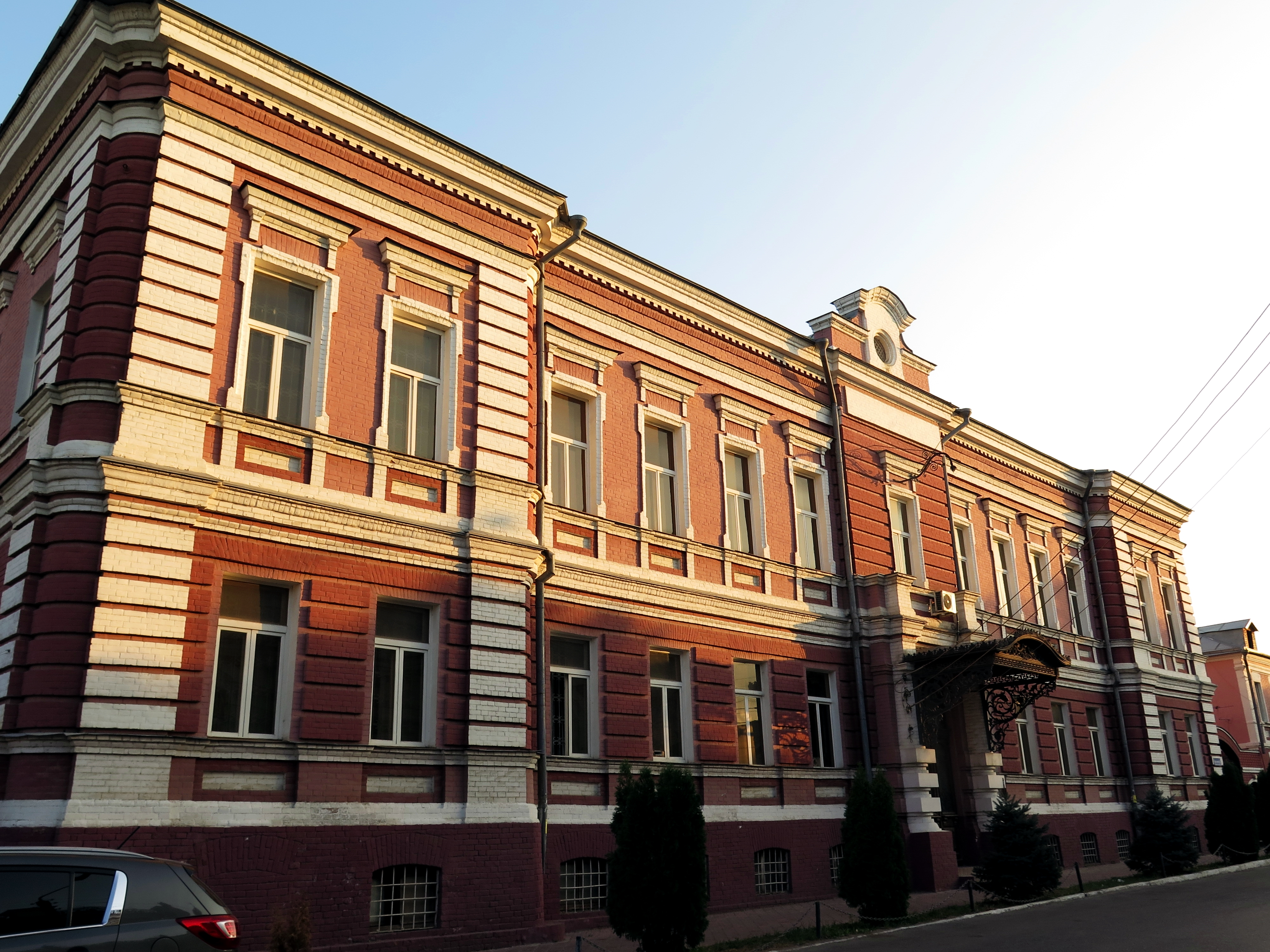
Здание общественного банка (д. 8)
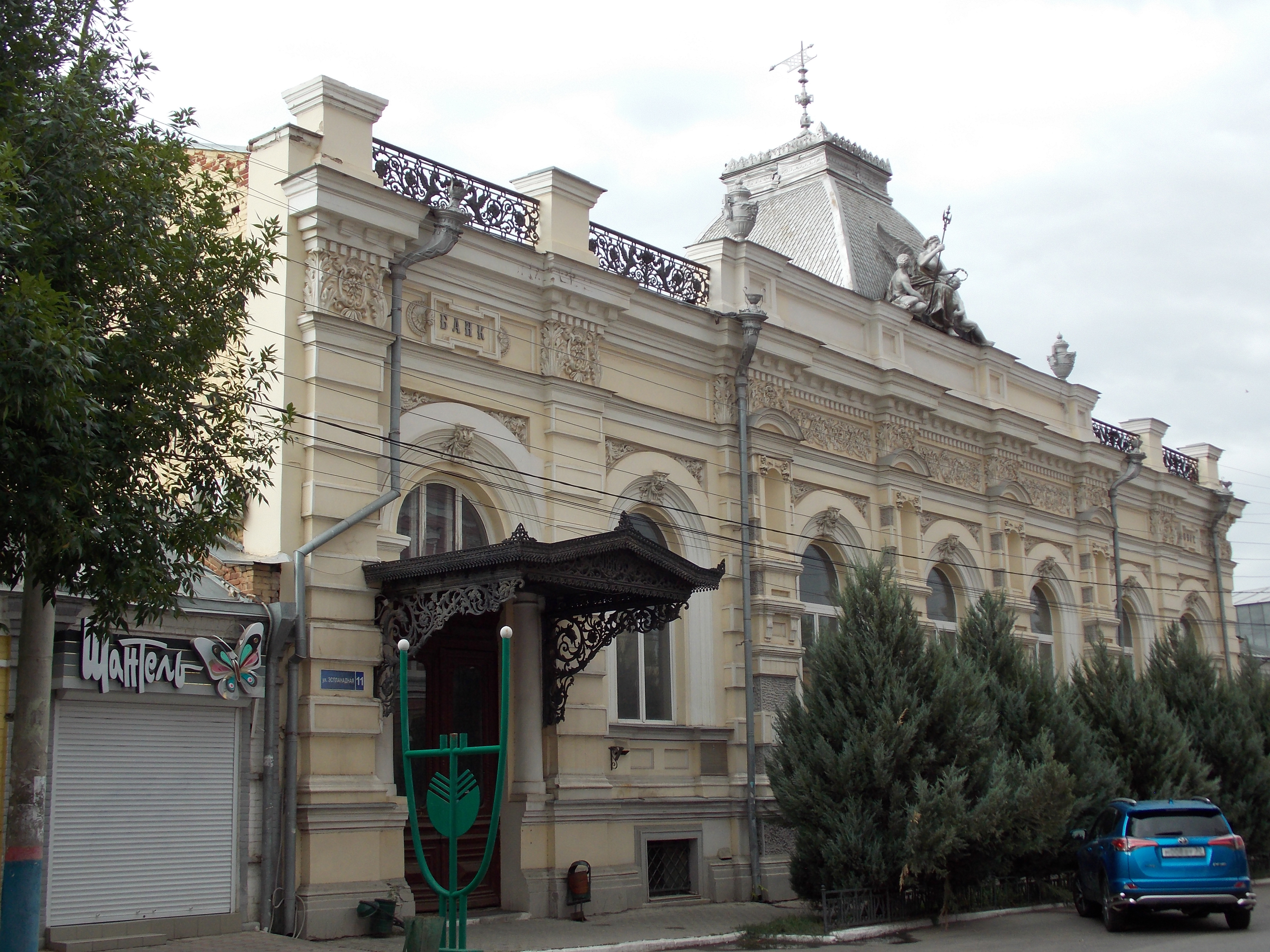
Здание общества взаимного кредита (д. 11)
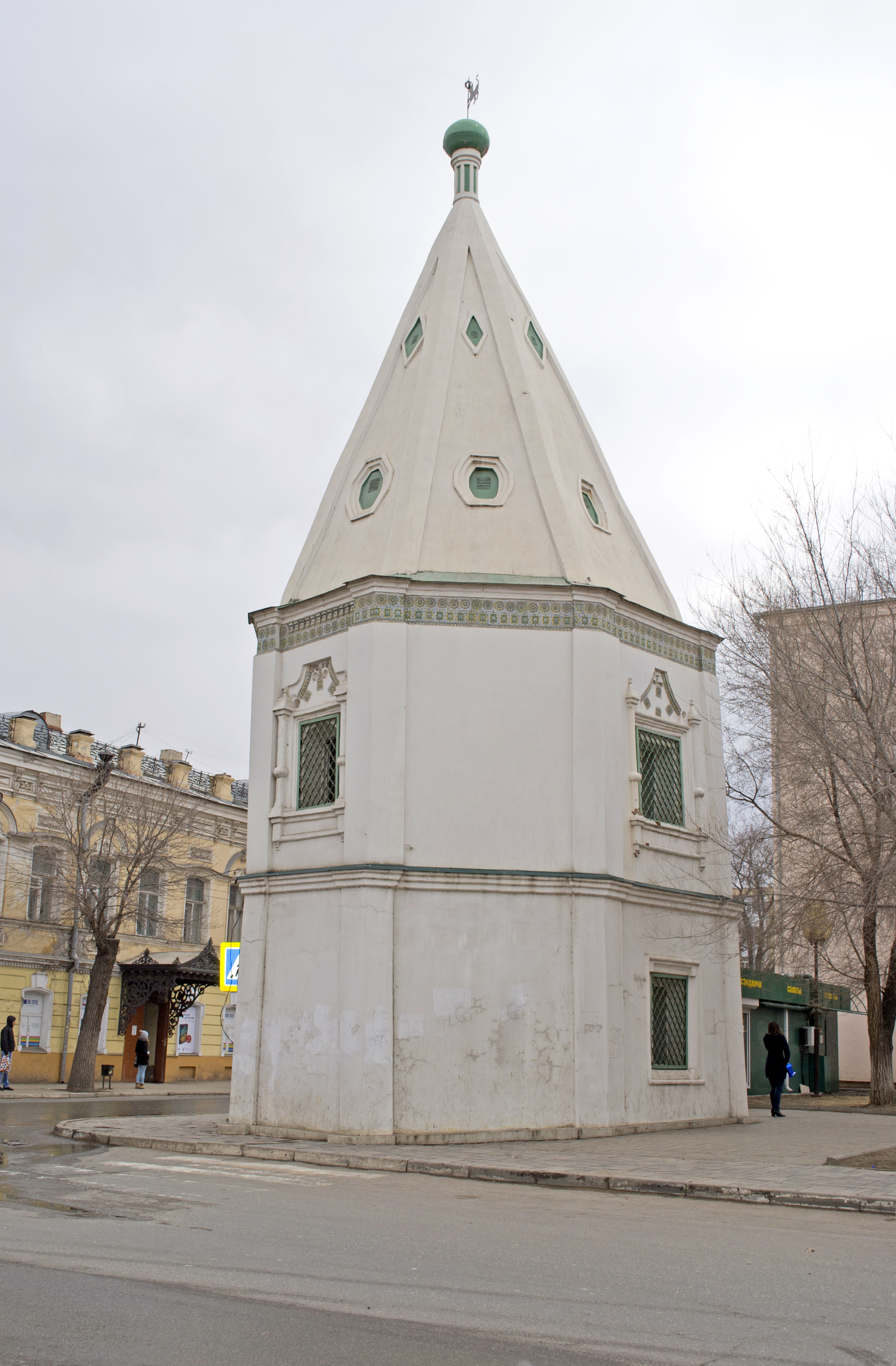
Башня бывшего Спасо-Преображенского монастыря (д. 24/11)
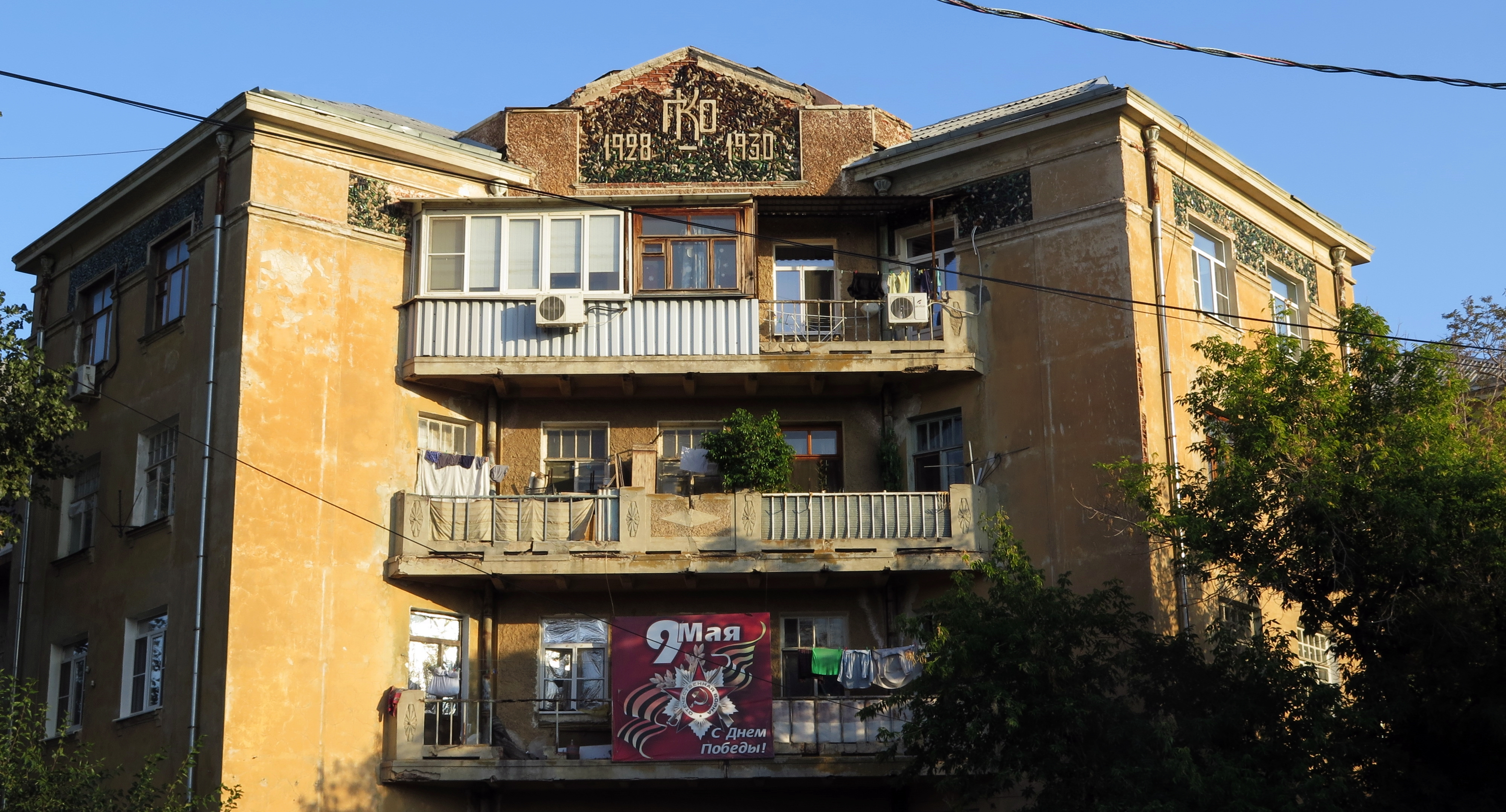
Здание первых советских пятилеток или же Дом с бутылками на углу Эспланадной и Шелгунова (д. 36/9/15)
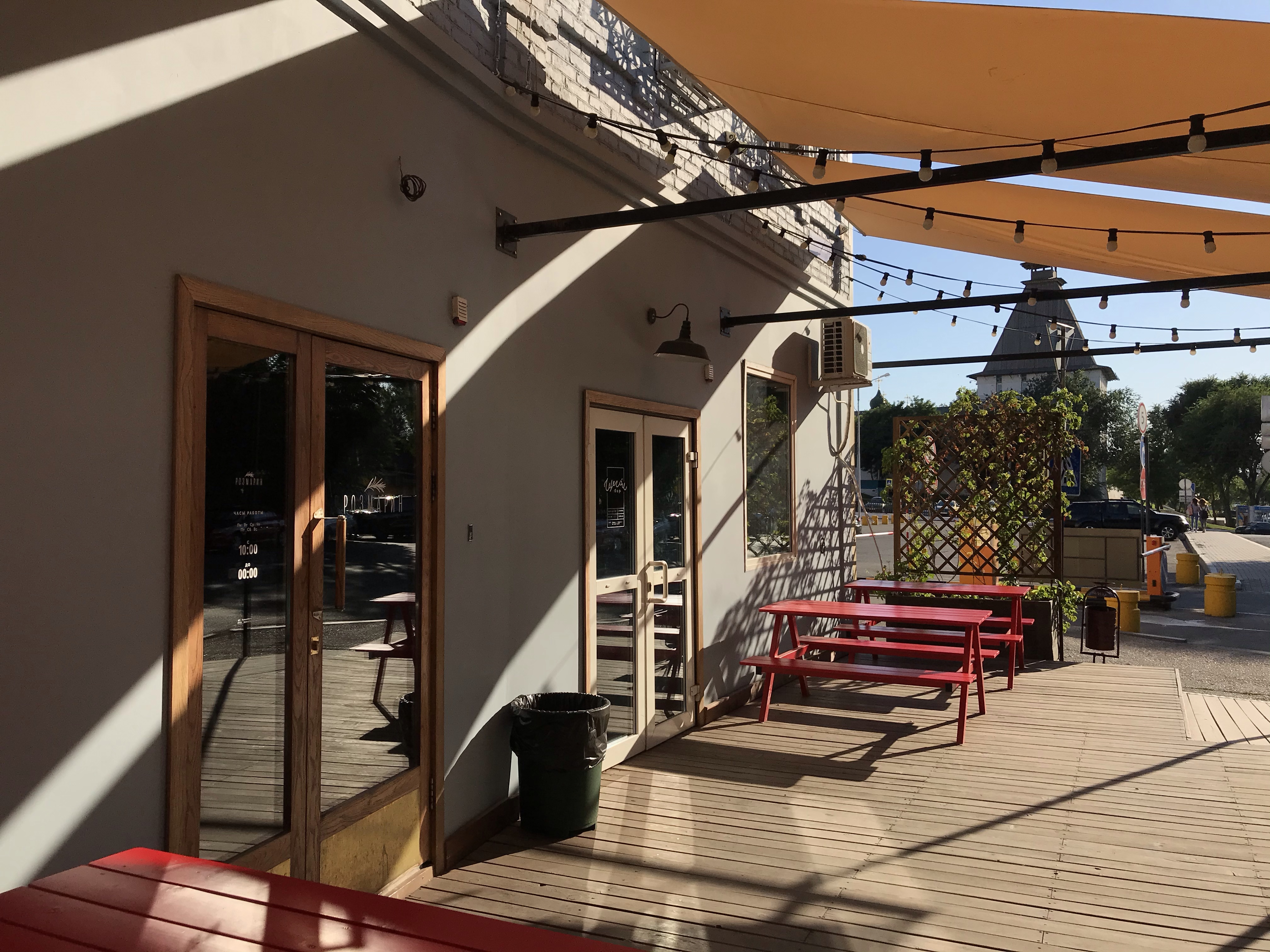
Кафе «Розмарин» и бар «Щегол» на Эспланадной улице, д. 4А